# Sevn Alias
Sevaio Mook, dit Sevn Alias, né le 5 octobre 1996 à Amsterdam aux Pays-Bas, est un rappeur néerlandais d'origine surinamaise.

## Biographie
Sevn Alias naît à Amsterdam de parents surinamais et grandit dans le quartier d'Amsterdam-West. Il gagne en notoriété en 2015 après avoir sorti le single Mandela.
En mai 2019, il produit le son officiel de l'Ajax Amsterdam en Ligue des champions 2018-2019 intitulé Herres. Le titre est inspiré de Haress provenant de l'arabe marocain qui veut dire Casser.
En 2020, il figure sur l'album Fresh prince van noord du rappeur ADF Samski sur le morceau Op Ons.

## Discographie

### Albums studio
- 2016 : Trap Grammy

### Albums collaboratifs
- 2017 : All Eyez On Us

### Mixtapes
- 2015 : Twenty Four Sevn
- 2016 : Twenty Four Sevn 2
- 2016 : Twenty Four Sevn 3

### Singles
- 2014 : Radicaal
- 2015 : Try Me
- 2015 : Mrowen
- 2015 : Ma3lish
- 2016 : Kifesh
- 2016 : Woosh feat. Jonna Fraser & Lijpe
- 2016 : LA/Bentley
- 2016 : Summer 16
- 2016 : Gass
- 2016 : Mandem
- 2017 : Tempo feat. Jairzinho, BKO & Boef
- 2017 : 96 BARZ
- 2017 : Money Like We feat. Kevin, Josylvio et Kempi
- 2018 : Oakinn
- 2019 : Herres
- 2020 : Levensstijl feat. KA